# 巴哈泰 (扎波罗热州)
47°30′57″N 36°4′44″E / 47.51583°N 36.07889°E
巴哈泰（烏克蘭語：Багате）是位於烏克蘭東南部的村莊，由扎波羅熱州波洛希區的波洛希市鎮負責管轄。該村始建於1913年，面積4,610平方公里，海拔高度79米，2001年人口339，人口密度每平方公里0.07人。